# Gouvernorat de Ben Arous
Le gouvernorat de Ben Arous (arabe : ولاية بن عروس), créé le 3 décembre 1983, est l'un des 24 gouvernorats de la Tunisie. Il est situé dans le nord du pays et couvre une superficie de 761 km2. Il abrite en 2024 une population de 722 828 habitants. Son chef-lieu est Ben Arous.
Il fait partie du Grand Tunis avec les gouvernorats de Tunis, l'Ariana et La Manouba.

## Géographie
Situé à dix kilomètres de la capitale, le gouvernorat de Ben Arous est entouré par les gouvernorats de Nabeul à l'est, de Tunis et de La Manouba au nord-ouest, de Zaghouan au sud-ouest et par la mer Méditerranée au nord. Il connait des précipitations annuelles allant de 275 à 515 millimètres.
Il se caractérise par des paysages divers alliant la mer, la montagne et des plaines verdoyantes.
Administrativement, le gouvernorat est découpé en douze délégations, treize municipalités et 75 imadas,.
| Délégation                                    | Population en 2024 (habitants) |
| --------------------------------------------- | ------------------------------ |
| Ben Arous                                     | 29 170                         |
| Bou Mhel el-Bassatine                         | 50 817                         |
| El Mourouj                                    | 121 712                        |
| Ezzahra                                       | 35 241                         |
| Fouchana                                      | 100 868                        |
| Hammam Chott                                  | 34 341                         |
| Hammam Lif                                    | 41 738                         |
| Mohamedia                                     | 84 465                         |
| Medina Jedida                                 | 60 401                         |
| Mégrine                                       | 25 863                         |
| Mornag                                        | 75 170                         |
| Radès                                         | 63 042                         |
| Sources : Institut national de la statistique |                                |

## Politique

### Gouverneurs
Voici la liste des gouverneurs de Ben Arous depuis la création du gouvernorat :
- Abdelkrim Azaïez (mars 1983-juillet 1987)
- Ahmed Ridha Ouaja (juillet 1986-août 1987)
- Ameur Kriâa (août 1987-décembre 1988)
- Mohamed Rachdi (décembre 1988-février 1992)
- Kacem Salah (février 1992-août 1993)
- Mabrouk Bahri (août 1993-juillet 1996)
- Zoubeir Lasram (juillet 1996-juillet 1997)
- Mohsen Senoussi (juillet 1997-juillet 2000)
- Mohamed Belghith (juillet 2000-janvier 2001)
- Abdejlil Zaddem (janvier 2001-juillet 2006)
- Fayez Ayed (juillet 2006-février 2011)
- Kamel Charabi (fevrier 2011-février 2014)
- Abdellatif Missaoui (février 2014[3]-avril 2019)
- Ali Saïd (avril 2019[4]-août 2021[5])
- Ezzedine Chalbi (novembre 2021[6]-septembre 2024)
- Wissam Meraïdi (septembre 2024[7]-mai 2025)
- Abdelhamid Boukadida (depuis mai 2025[8])

### Maires

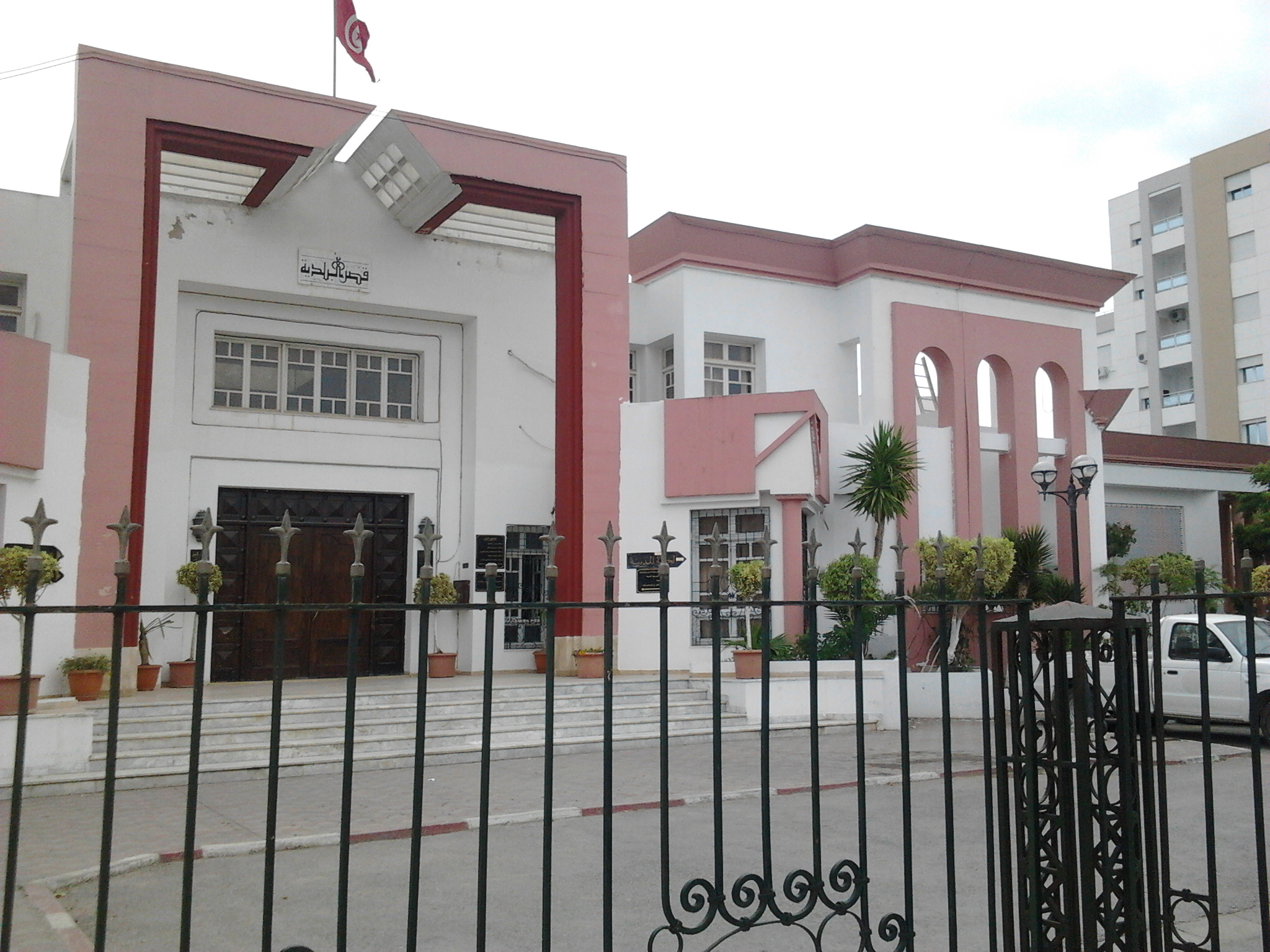
Hôtel de ville d'El Mourouj.

Voici la liste des maires des douze municipalités du gouvernorat de Ben Arous dont les conseils municipaux ont été élus le 6 mai 2018 et présidés par les maires suivants :
- Ben Arous : Mohamed Mezoughi[9]
- Bou Mhel el-Bassatine : Samir Ben Soussia[9]
- El Mourouj : Maher Hadhri[10]
- Ezzahra : Mohamed Rayen Hamzaoui[11]
- Fouchana : Noureddine Chrima[12]
- Hammam Chott : Nizar Magri[13]
- Hammam Lif : Mohamed Ayari[14]
- Khalidia : Monia Ajaâl[15]
- Mohamedia : Ahmed Almi
- Mégrine : Safouane El Fassi[16]
- Mornag : Omar Harbaoui[17]
- Radès : Jawher Sammari[18]

## Économie

### Industrie

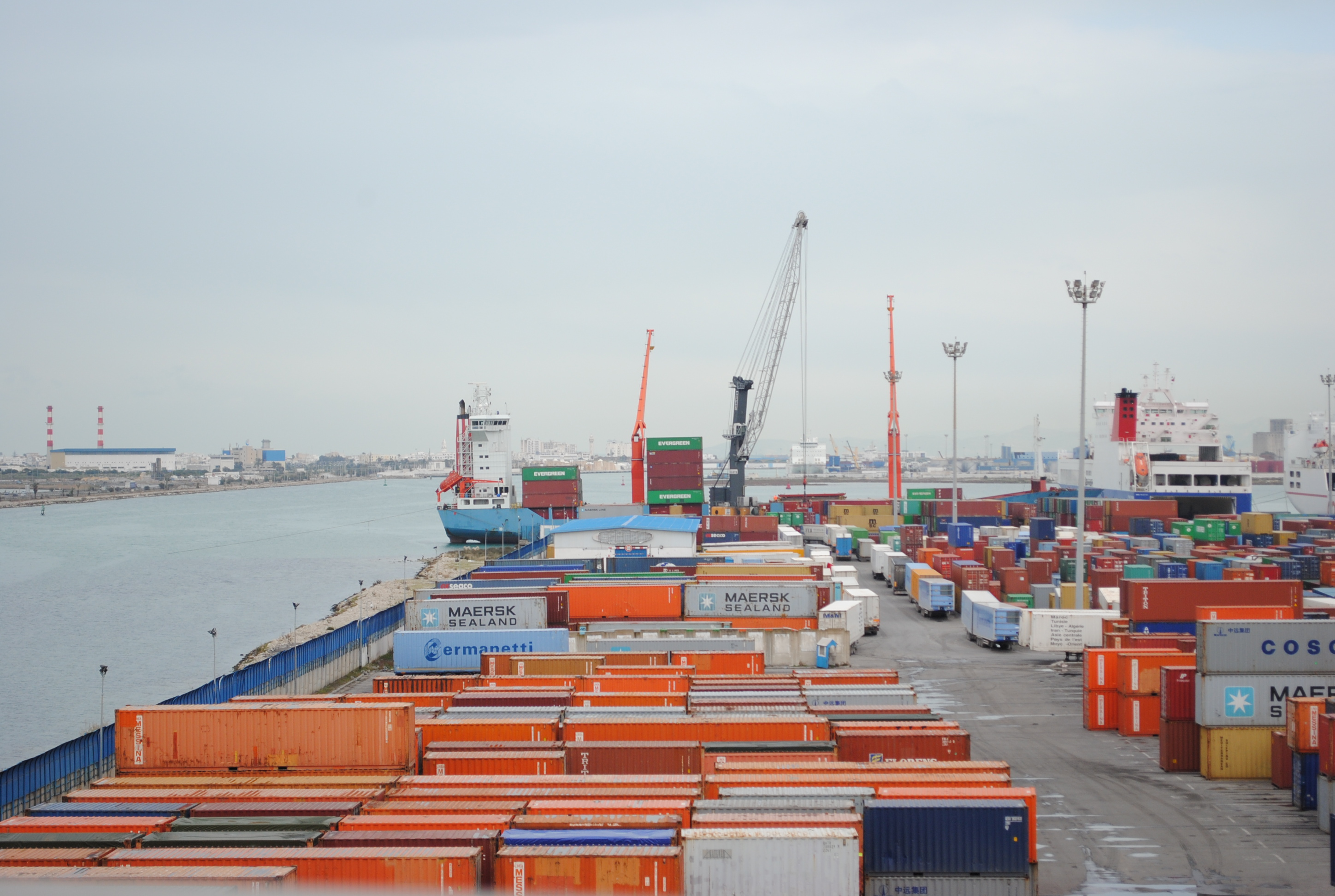
Port de Radès.

Le tissu économique local est essentiellement industriel avec 584 entreprises implantées (ayant dix emplois et plus) dont 177 unités totalement exportatrices. La majorité de ces entreprises opèrent dans les secteurs de l'industrie électrique, mécanique ainsi que textile (cuir et confection). Elles opèrent dans les zones industrielles de Mégrine, Sidi Rézig, Radès, Ezzahra et El Mghira. La population active s'élève à 128 000 personnes dont 27,7 % dans les industries manufacturières et 35,5 % dans les services non administratifs. 
Le gouvernorat est également riche en ressources hydrauliques avec 24 lacs collinaires, trois barrages collinaires, un barrage et une nappe profonde de 17,8 millions de m³.
Par ailleurs, le port de Radès est le plus important port commercial du pays. Il assure 90 % du trafic conteneurisé et 95 % du trafic roulant.

### Agriculture
L'agriculture vient en seconde position et est axée essentiellement sur la production de viandes rouges, de volaille, de lait ainsi que l'arboriculture et la floriculture. La production se répartit de la façon suivante (en tonnes par an) :
- Pêche : 27 000 ;
- Pommes et poires : 21 500 ;
- Viande rouge : 1 700 ;
- Volailles : 9 000 ;
- Lait : 13 500 litres ;
- Raisin de table : 40 000 ;
- Œufs : 168 millions de pièces.

## Formation
Le marché de l'emploi dispose de travailleurs qualifiés et d'une main d'œuvre spécialisée. En effet, le gouvernorat compte quatre centres publics de formation professionnelle formant plus de 1 300 personnes dans des spécialités recherchées par les entreprises implantées localement tel que la confection, le bâtiment, le cuir et la chaussure. La région compte aussi trois établissements d'enseignement supérieur formant plus de 4 000 étudiants :
- l'Institut supérieur des études technologiques ;
- l'Institut supérieur de la magistrature ;
- l'Institut supérieur de l'animation pour la jeunesse et la culture.

## Parc technologique de Borj Cédria
Spécialisé dans les énergies renouvelables, l'eau, l'environnement et la biotechnologie végétale, le technopole de Borj Cédria regroupera en son sein des instituts supérieurs divers (sciences et technologies de l'environnement, informatique et études technologiques) et trois centres de recherche dans ces secteurs.

## Transports

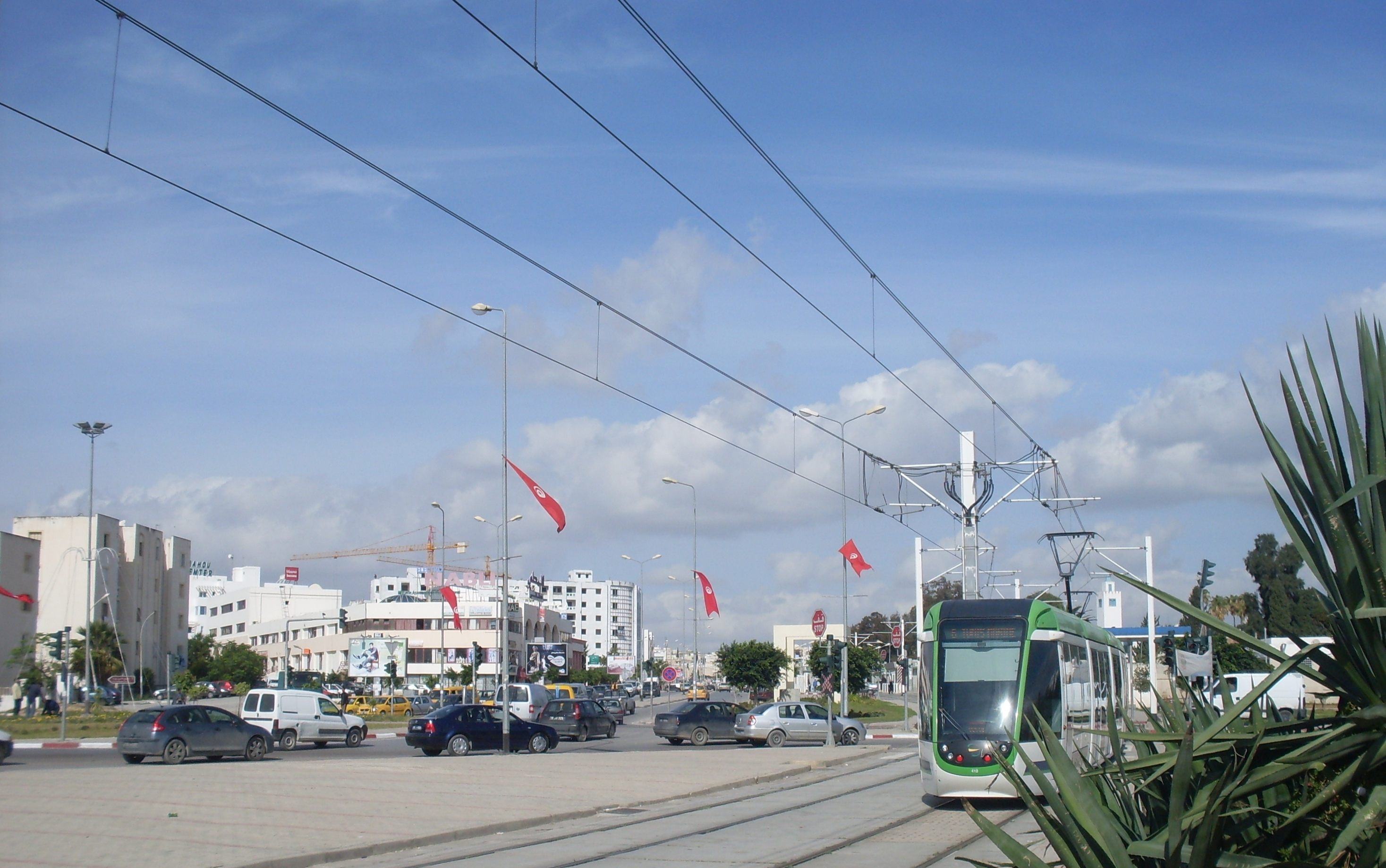
Métro à El Mourouj.

Une ligne de chemin de fer relie les cités du littoral à Tunis et au sud du pays. De plus, l'autoroute A1, ainsi que trois routes nationales, permettent un accès rapide au gouvernorat.
Le gouvernorat de Ben Arous est par ailleurs traversé par la ligne de la banlieue sud de Tunis, qui dessert onze stations dans cinq villes, soit Mégrine, Radès, Ezzahra, Hammam Lif, Hammam Chott et Borj Cédria, et par la ligne 1 et la ligne 6 du métro léger de Tunis, lequel dessert les deux villes d'El Mourouj et Ben Arous.

## Sport
- Club sportif de Hammam Lif
- Ezzahra Sports
- Sporting Club de Ben Arous